# جسر لندن
سميت العديد من الجسور التي تمتد عبر نهر التايمز، وتصل بين مدينتي لندن وساذارك «بجسر لندن» في وسط لندن. الجسر الحالي الذي افتتح لحركة المرور في عام 1973، هو عبارة عن جسر عوارض مبني من الإسمنت والفولاذ. حل مكان جسر حجري مقوّس يعود للقرن التاسع عشر، الذي حل بدوره مكان جسر حجري قديم عمره 600 عام يعود بناءه إلى فترة العصور الوسطى. كان كل ذلك مسبوقًا بسلسلة من الجسور الخشبية، بُني أولها من قبل المؤسسين الرومان في لندن.
يقوم الجسر الحالي في الطرف الغربي من بحيرة لندن، على بعد 30 متر (98 قدم) من أعلى مجرى النهر. تحددت منافذ جسر القرون الوسطى بكنيسة القديس «ماغنوس ذا مارتير» على الضفة الشمالية و«كاتدرائية ساذارك» على الضفة الجنوبية. كان جسر لندن الطريق الوحيد الذي يعبر مجرى نهر التايمز في بلدة كينغستون الواقعة على نهر التايمز، وذلك حتى افتتاح جسر بوتني في عام 1729. صُوّر جسر لندن بأشكاله المتعددة في الفن والأدب والأغاني بما في ذلك أغنية الأطفال «جسر لندن يسقط»، والقصيدة الملحمية «ذا ويست لاند» من تأليف تي. إس. إليوت.
تعود ملكية الجسر الحديث وصيانته إلى مؤسسة «بريدج هاوس إيستيتس»، وهي مؤسسة خيرية مستقلة، يعود تاريخها إلى فترة القرون الوسطى تشرف عليها نقابة مدينة لندن. يضم الجسر طريق أيه3 رود، الذي ترعاه هيئة لندن الكبرى. يحدد هذا المعبر منطقة على طول الضفة الجنوبية لنهر التايمز، بين جسر لندن وبرج الجسر، الذي صُمم كنقطة تُدفع عندها الضرائب لصالح تحسين ودعم الأعمال التجارية.

## تاريخ

### الموقع
تقف دعامات جسر لندن الحديث على ارتفاع عدة أمتار فوق حواجز من الحصى والرمل والطين. شكلت هذه الحواجز منذ أواخر الحقبة النيوليثية الحجرية معبرًا طبيعيًا فوق المستنقعات والبرك المحيطة بمصب النهر، يصعد الجزء الشمالي من النهر إلى أرض أعلى ارتفاعًا في الموقع الحالي من مدينة كورن هيل. كان من الممكن عبور نهر التايمز بين الحواجز من خلال معبر ضحل عندما يكون تيار النهر منخفضًا، أما عندما يكون التيار مرتفعًا فبواسطة العبّارة. كان من الممكن أيضًا لهذه الحواجز، وخصوصًا الشمالية منها أن توفر مرابط للقوارب التي تنتقل أعلى مجرى النهر وأسفله. كان مصب نهر التايمز طريقًا تجاريًا رئيسيًا داخليًا وقاريًا منذ القرن التاسع قبل الميلاد على الأقل.
توجد دلائل أثرية عن ترسيبات متفرقة من الحقبة النيوليثية الحجرية والعصر البرونزي والعصر الحديدي بالقرب من موقع الجسر، ولكن حتى وقت بناء الجسر فإن مدينة لندن لم تكن موجودة هناك. كان يوجد معبران ضحلان قديمان قيد الاستخدام على بعد عدة أميال أعلى المجرى النهري خلف مجال المد العلوي للنهر. كان مسار هذان المعبران على ما يبدو متوافقًا مع مسار شارع واتلينج، الذي كان يقود إلى المنطقة الحيوية لكاتوفيلاوني، أقوى قبائل بريطانيا في فترة غزو قيصر في عام 54 قبل الميلاد. انتقلت السلطة إلى ترينوفانتيس في فترة ما خلال الوقت الذي سبق غزو كلوديوس في عام 43 بعد الميلاد، حكم الترينوفانتيس منطقة شمال شرق مصب نهر التايمز من العاصمة كامولودنوم، التي هي اليوم كولشستر في إسكس. فرض كلوديوس مستعمرة رئيسية في مدينة كامولودنوم، وجعلها عاصمة المقاطعة الرومانية البريطانية الجديدة. بُني جسر لندن الأول من قبل الرومان كجزء من برنامجهم لبناء الطرقات بغية تعزيز استعمارهم.

### الجسور الرومانية
من المحتمل أن المهندسين العسكريين الرومان بنوا نمطًا عائمًا من الجسور في ذلك الموقع خلال فترة الغزو في عام 43 بعد الميلاد. كان من شأن أي جسر مهما كان نوعه أن يقدم طريقًا بريًا مختصرًا يصل إلى العاصمة كامولودنوم من الموانئ الجنوبية وموانئ كنتيش، على طول الطرق الرومانية من شارع ستاين وشارع واتلينج. (اليوم هو إي 2 رود). ربما بنيت الطرق الرومانية التي كانت تصل من وإلى لندن نحو عام 50 بعد الميلاد، وربما كان معبر النهر يُخدّم بجسر خشبي دائم. ترسخت جذور مستوطنة صغيرة اتخذت من التجارة والنقل البحري مهنة لها، على الأرض الجافة المرتفعة نسبيًا والواقعة في النهاية الشمالية للجسر، ونمت فيما بعد لتصبح بلدة لندينيوم. تطورت مستعمرة أخرى أصغر في النهاية الجنوبية للجسر في المنطقة التي تعرف اليوم باسم ساذارك. من الممكن أن الجسر تعرض للتدمير أثناء ما شهدته البلدة في انتفاضة بوديكان في عام 60 بعد الميلاد. أعيد بناء بلدة لندينيوم أخيرًا، وأصبحت العاصمة الإدارية والتجارية لبريطانيا الرومانية. وفّر الجسر حركة سير واسعة ومستمرة، برًّا وبواسطة الخيول والعجلات أيضًا عبر نهر التايمز، رابطًا بذلك أربعة طرق رئيسية شمال نهر التايمز مع أربعة طرق أخرى في الجنوب. وجِد أيضًا أسفل مجرى النهر العديد من أرصفة الميناء والمستودعات الضرورية الملائمة للتجارة البحرية بين بريطانيا وباقي أجزاء الإمبراطورية الرومانية.

### جسور القرون الوسطى المبكرة
مع نهاية الحكم الروماني في بريطانيا في بدايات القرن الخامس، تُركت بلدة لندينيوم تدريجيًّا وانتهى الجسر إلى حالة سيئة. أصبح النهر في الفترة الأنجلو سكسونية حاجزًا بين الممالك الناشئة حديثًا والمعادية لكل من مرسيا ووسيكس. أدت الغزوات الدانماركية في أواخر القرن التاسع إلى إعادة احتلال الموقع بشكل جزئي من قبل السكسونيين. من المحتمل أن ألفريد العظيم أعاد بناء الجسر بعد وقت قصير من معركة إديغنتون، كجزء من خطة ألفريد التطويرية ضمن اتفاقية «بير» الدفاعية لتحصين المنطقة. أو ربما أعيد بناؤه نحو عام 990 خلال فترة حكم الملك السكسوني إيذيلريد، الذي لم يكن مستعدًا لتسريع تحركات قواته ضد سوين فوركبيرد، والد «كنوت العظيم». يصف التقليد السكالدي عملية تدمير الجسر في عام 1014 من قِبل أولاف حليف الملك إيذيلريد، لتقسيم القوات الدنماركية التي سيطرت على كل من مدينة لندن المسورة وساذارك. إن أقدم دليل معاصر ذُكر فيه جسر سكسوني هو «سي. 1016»، عندما يشير المؤرخون إلى أن سفن كنوت العظيم تجاوزت المعبر -أي الجسر- خلال حربه لاستعادة العرش من إدموند آيرونسايد.
أعاد الملك ويليام الأول بناء الجسر بعد الغزو النورماني في عام 1066. أُصلح أو استبدل من قبل الملك ويليام الثاني، ودمر بعد ذلك بفعل حريق في عام 1136، لكن أعيد بناؤه خلال فترة حكم ستيفن. أقام هنري الثاني هيئة رهبانية دعيت باسم «أخوة الجسر»، للإشراف على كل الأعمال القائمة لخدمة جسر لندن. أشرف الكاهن بيتر من كنيسة «كولتشيرش»، وهو حارس للجسر وأمين في جمعية «أخوة الجسر»، على آخر عملية إعادة بناء للجسر باستخدام الخشب عام 1163.

## صور من جسر لندن

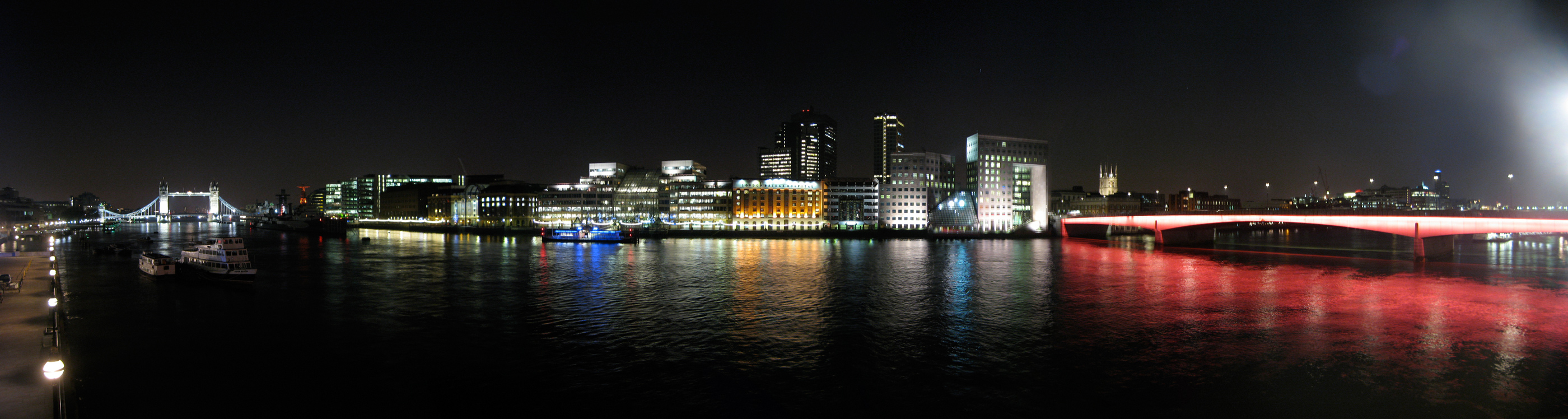
صورة بانورامية لجسر لندن.

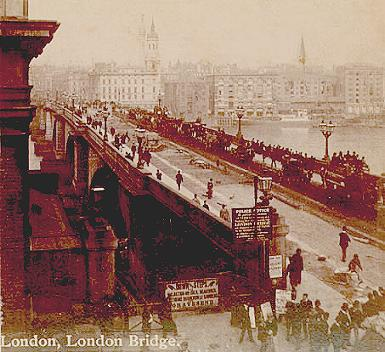
جسر لندن كما يبدو في عام 1890
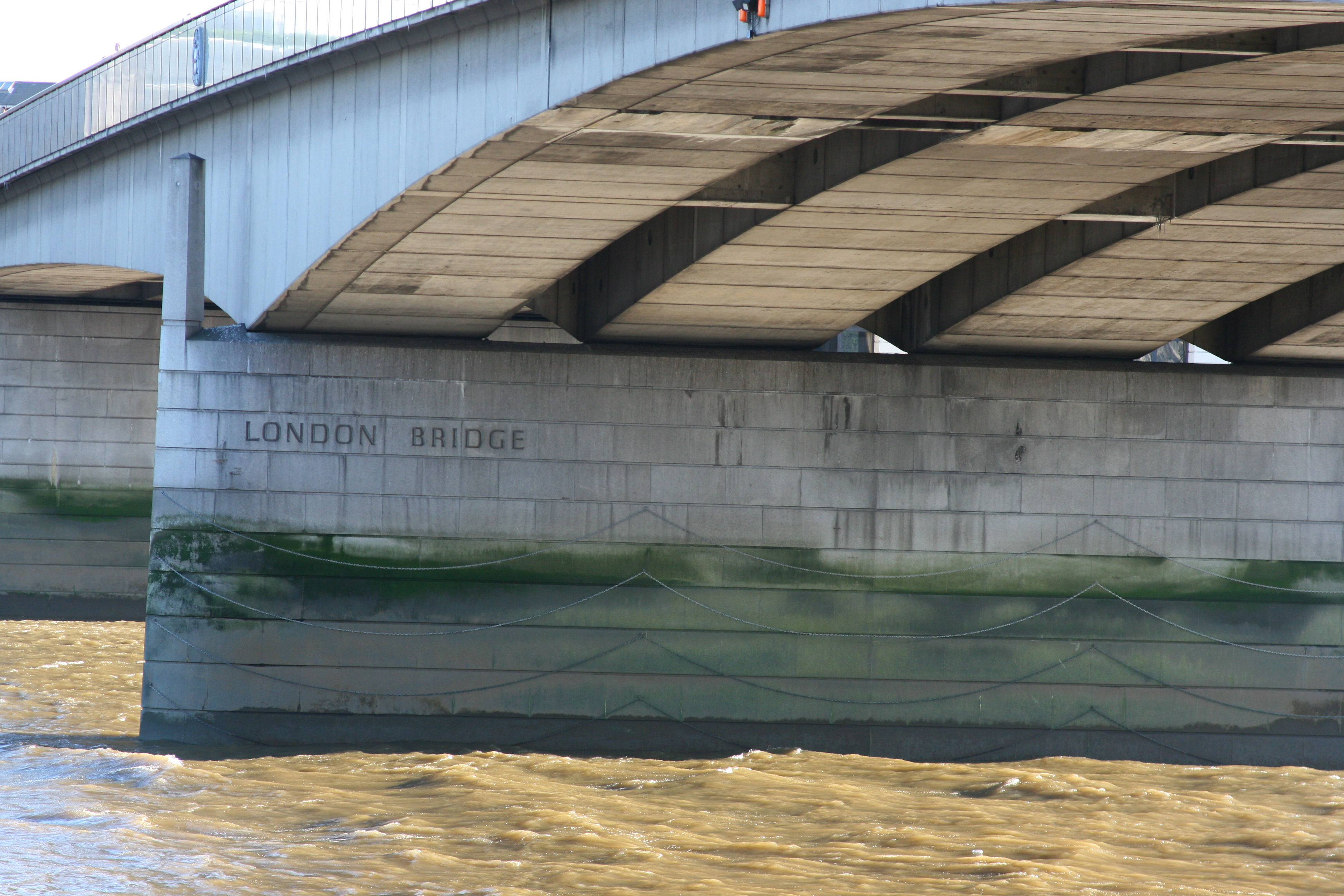
واحد من الأعمدة من جسر لندن
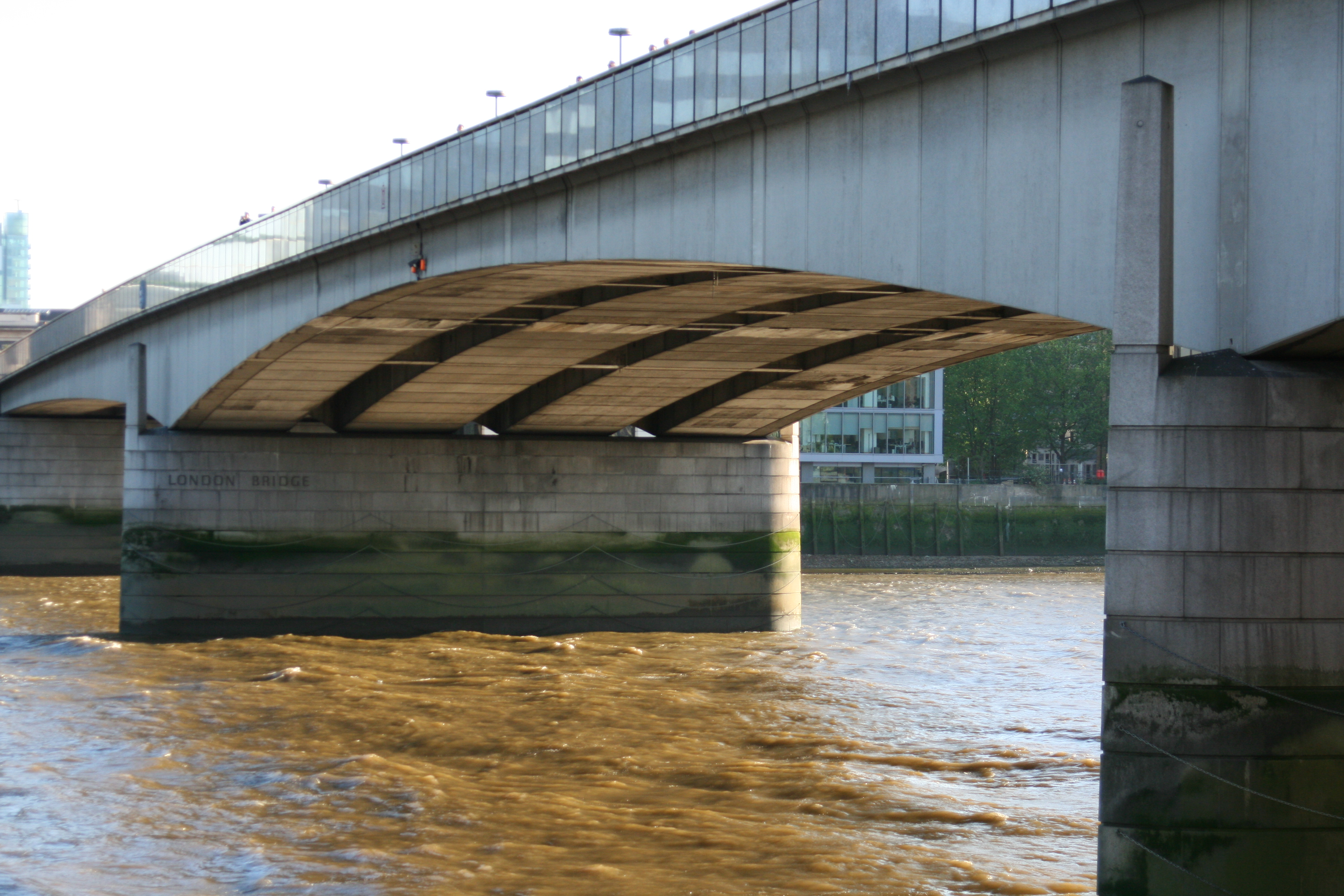
واحد من الأقواس من جسر لندن
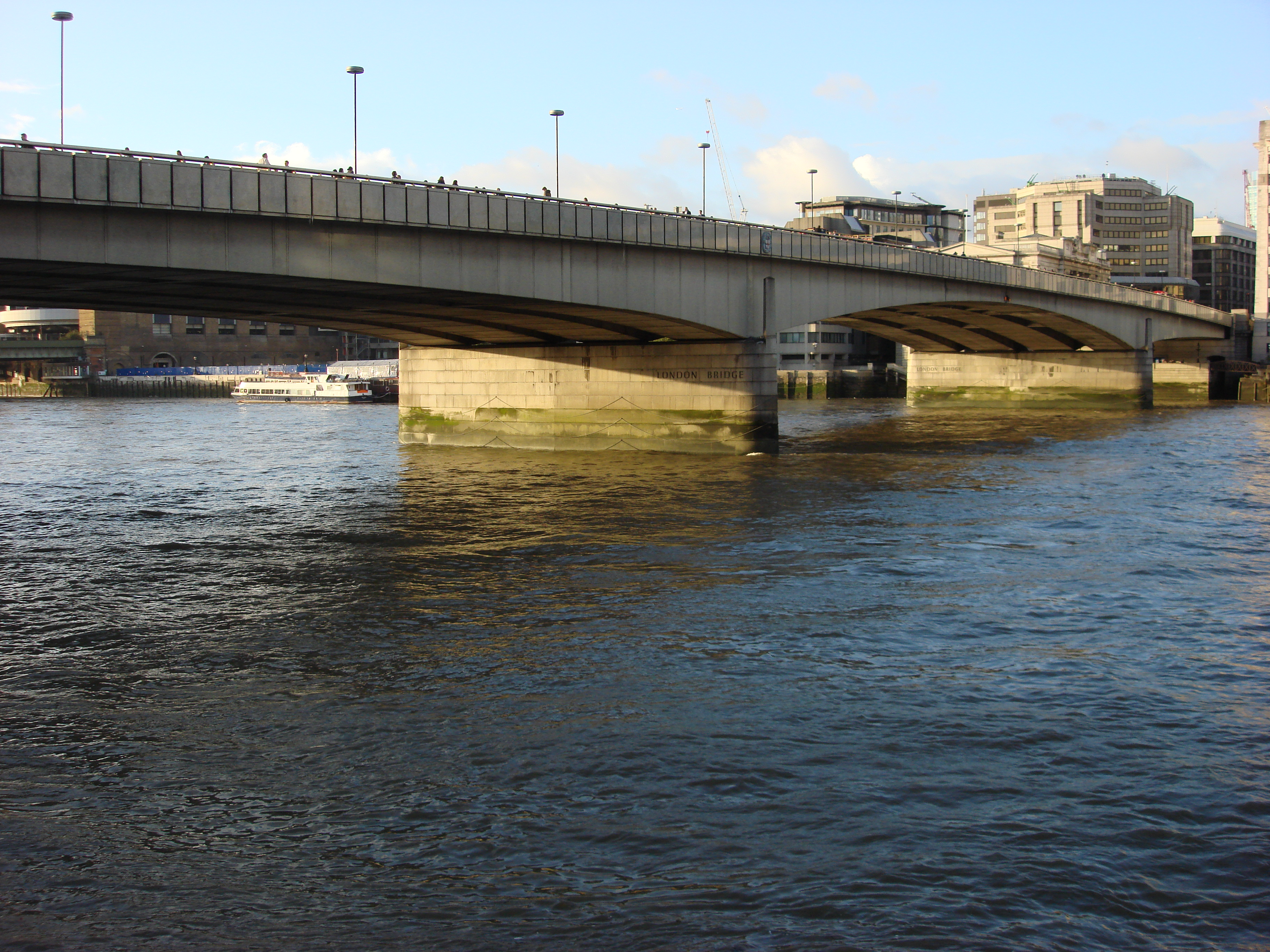
جسر لندن من الجهة الجنوبية
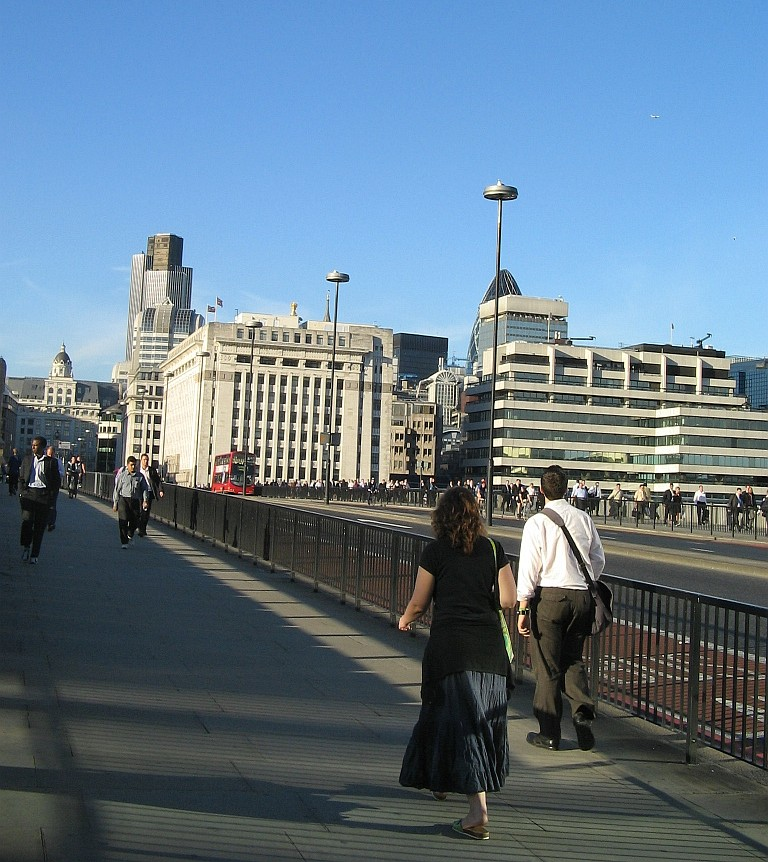
نهاية جسر لندن من الجهة الجنوبية
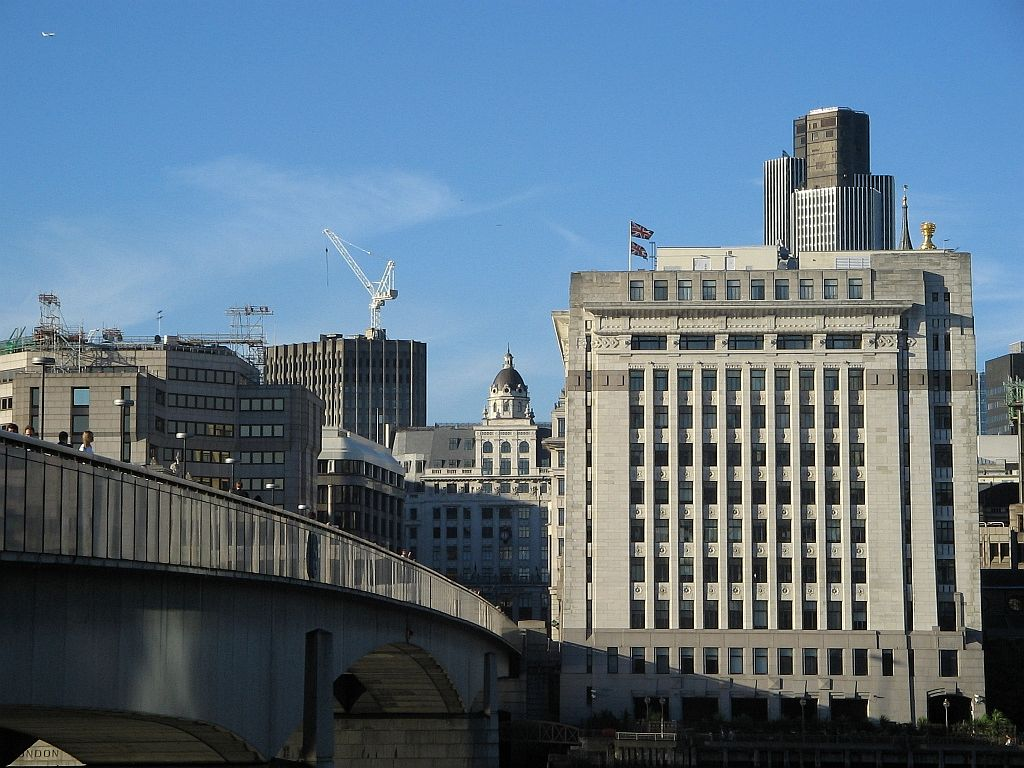
من المناطق المحيط بجسر لندن
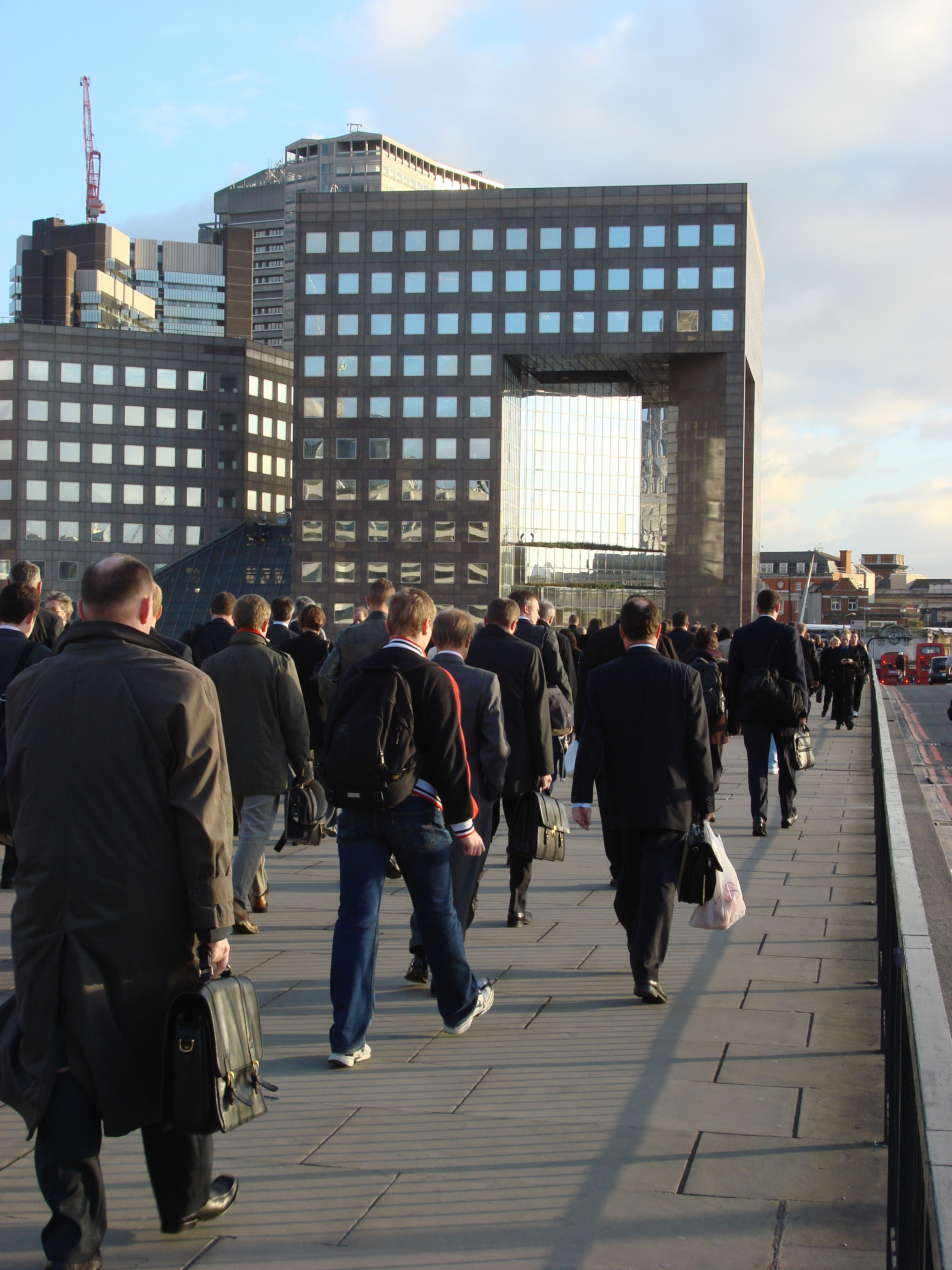
الازدحام في ساعة الذروة على جسر لندن
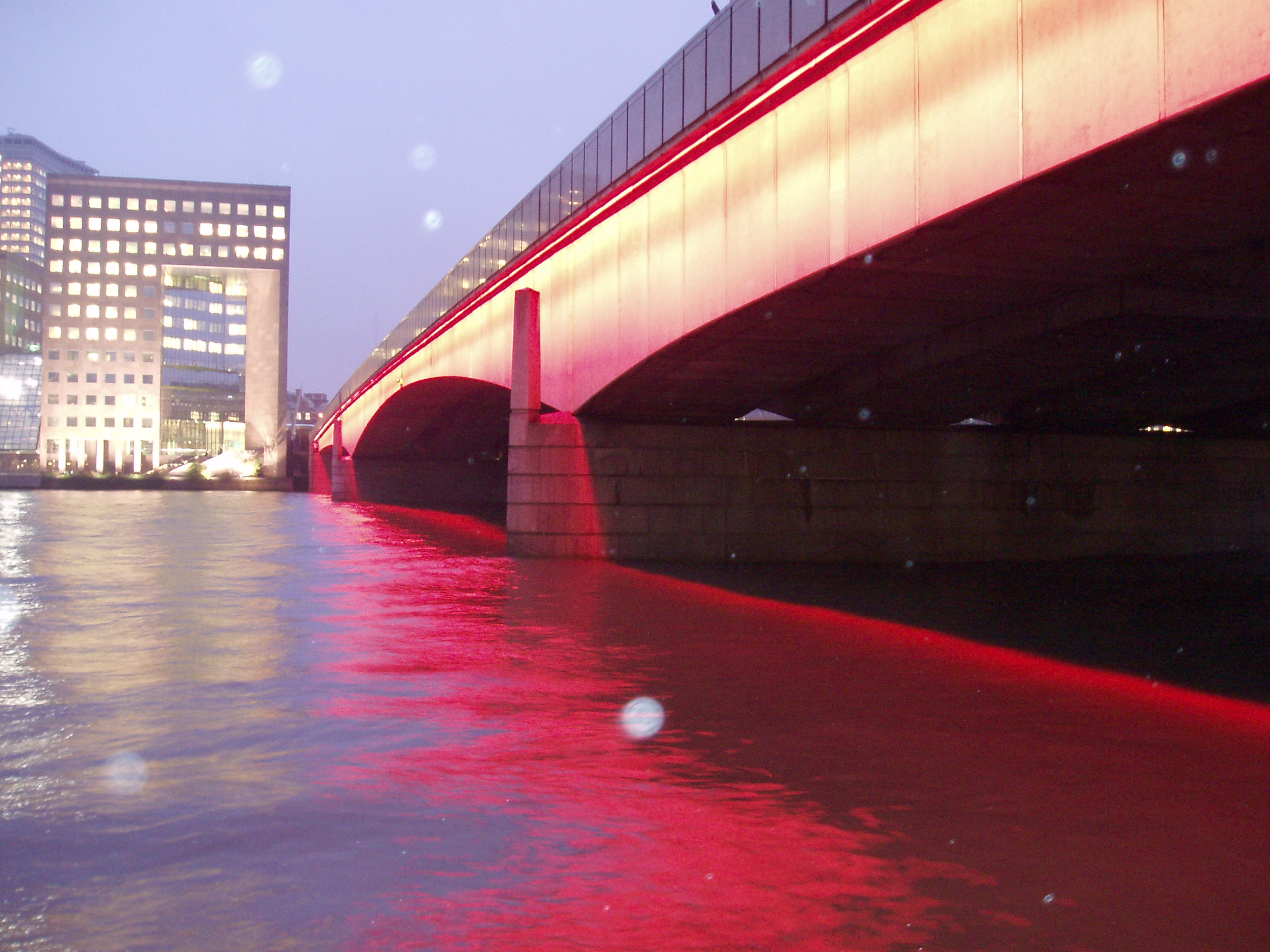
جسر لندن من الجهة الشمالية.

## وصلات خارجية
- جولة أفتراضية في تاريخ جسر لندن
- متحف جسر لندن والتربية الاستئمانية
- آراء حول جسر لندن القديم، كاليفورنيا. 1440، بي بي سي لندن
- صفحة مجلس ساوثوورك ومزيد من المعلومات حول الجسر
- كلمات أغنية "سقوط جسر لندن" نسخة محفوظة 24 ديسمبر 2014 على موقع واي باك مشين.
- جولة حقيقية افتراضية في جسر لندن القديم
- المشروع المستقبلي لجسر لندن المأهول بالسكان.
- أصل أغنية سقوط جسر لندن
- جسر لندن، كاليفورنيا. 1647، 1749، 1831
- فريق جسر لندن